# 国境なき翻訳者団
国境なき翻訳者団（こっきょうなきほんやくしゃだん、英: Translators without Borders）は、人道的翻訳サービスを提供するために創設された「非営利組織」で、アメリカ合衆国の非営利活動法人501(c)3団体である。

## 概要
2010年設立。1993年に翻訳会社 Lexcelera のローリー・シックとロス・スミス=トーマスが立ち上げた Traducteurs Sans Frontières （フランス語）の姉妹組織である。2012年の時点で約1600人の入念に審査されたボランティア翻訳者が入団している。国境なき翻訳者団はプロの翻訳者のボランティアコミュニティーとともに、重要な人道的活動に取り組む非営利組織同士のバリアとなる言語のギャップを埋め、地域レベルの翻訳能力を築き、言語バリアの認知度を世界的に高めることが目的である。
国境なき翻訳者団は人道的活動を行う非営利団体が必要とする情報を翻訳する活動をしている。提携先として登録する非営利団体には国境なき医師団、世界の医療団、ユニセフ協会、オックスファム、ハンディキャップ・インターナショナルなどがある。これらの団体の必要とする翻訳情報は報告書、重要な 医療情報、世界（たとえばブルンジ、リベリア、ギリシャほか）の緊急事態を支援する現場で用いる危機対応資料などがある。国境なき翻訳者団は年間数千万語の翻訳を手がける。公式サイトによると、この団体から非営利団体に非政府組織（NGO）に寄付された翻訳は単語数で6000万超相当である。
2021年には組織名称をCLEAR Globalに変更し、国境なき翻訳者団の活動のほかに、AIや機械翻訳ソリューションの構築・研究・啓蒙に重点を置くCLEAR TechおよびCLEAR Insightsという活動を含むようになった。

## 翻訳者との協働

### 専用の翻訳プラットフォーム構築
国境なき翻訳者団は創設以来、緊急時の特殊な情報を必要な言語に翻訳する使命を追及していた。ところが創設15年を過ぎた2010年、ハイチ地震と津波災害によって、災害時には発生直後の緊急事態に対応する情報に加え、復興には平時の情報を入手できるかどうかにより、被災地の人々の生活の質をわけると知られるようになった。情報の量の大きさと一定の翻訳品質の確保というジレンマに対し、ProZ.com（英語）は作業の手間を省くことに着目、機械翻訳システムを組み込んだオンラインの翻訳プラットフォームを構築し、2011年5月「作業場」として国境なき翻訳者団に提供した。これを翻訳者団は翻訳サービスを希望する非営利組織の登録、翻訳原文の受け付けと翻訳プロジェクト（英語）を企画する媒体として使用、登録ボランティアは掲出された課題から担当するものを選んで作業を行なった。
共通の機械翻訳システムを利用する以前と比べると、オンラインで作業管理をする方式を取り入れ作業効率は大きく向上した。手作業で翻訳の進行管理をした2011年1月時期の生産性は29件、翻訳原文3万7,000単語を7言語に対訳して9団体に提供している。2011年11月に作業場が稼働し始め、7カ月後に当たる2012年6月の生産性は合計183件28万語、原語と翻訳語の組み合わせは25対で翻訳の提供先は24団体である。さらに3年後 (2015年) の発表によると訳文は700万語・780件成立し、提供先は214組織である。
この作業場を更新し、翻訳メモリとコンピュータ支援による作業工程を追加するのは2017年初頭で、新しい作業空間は多言語翻訳・通訳者で同時通訳者の草わけのひとりロンブ・カトーの名にちなみ「Kató」と呼ばれている。同年6月、国境なき翻訳者団はアイルランドに本拠を置く登録非営利組織のロゼッタ財団と合併。世界のさまざまな言語により情報へのアクセスを平等にし、貧困解消、医療助成、教育の開発と正義の促進に結びつけようとしている。

### ボランティア
この団体では2言語以上に堪能な翻訳者の登録を受け付け、アメリカの職業団体アメリカ翻訳者協会 (ATA)（英語）や翻訳会社ライオンブリッジの登録者およびProZ.com（英語）の認定者、あるいはイギリスのMITI検定証 (Institute of Translating and Interpreting（英語）) を示すと登録審査が優先される。ロゼッタ財団との合併当時の登録翻訳者数は2万3,000人台という。

## ウィキプロジェクト医療
2011年に国境なき翻訳者団は英語版ウィキペディアから主要な医療関係記事を選んで訳出する、ウィキプロジェクト医療の下位プロジェクトの編集タスクフォースを共同作業として手がける。当初の作業目標として、良質な記事もしくは秀逸な記事に分類された記事8件が選ばれた。これらの記事を専門用語の知識がなくても理解できるように改善すると、コンテンツルールに従ってまとめ直し（シンプル英語版ウィキペディアとして公開）、さらに目標の100言語超の多言語翻訳を目指す。数年を費やし、最終目的は当該の記事をウィキペディアの285言語すべてに翻訳することを目指している。
アフリカ、東南アジア、中東では、すべてのコンテンツをモバイルネットワークで提供、さらにコンテンツの一部はウィキペディアのモバイルパートナーTeléfonos del Noroeste、Orangeから無料で入手できるように企画された。該当する記事の多くは音声版ウィキペディアでも入手できる。そのいくつかは一般医学雑誌でオープンアクセス記事として出版の準備が進められた。

## 事業

### 言葉の援助

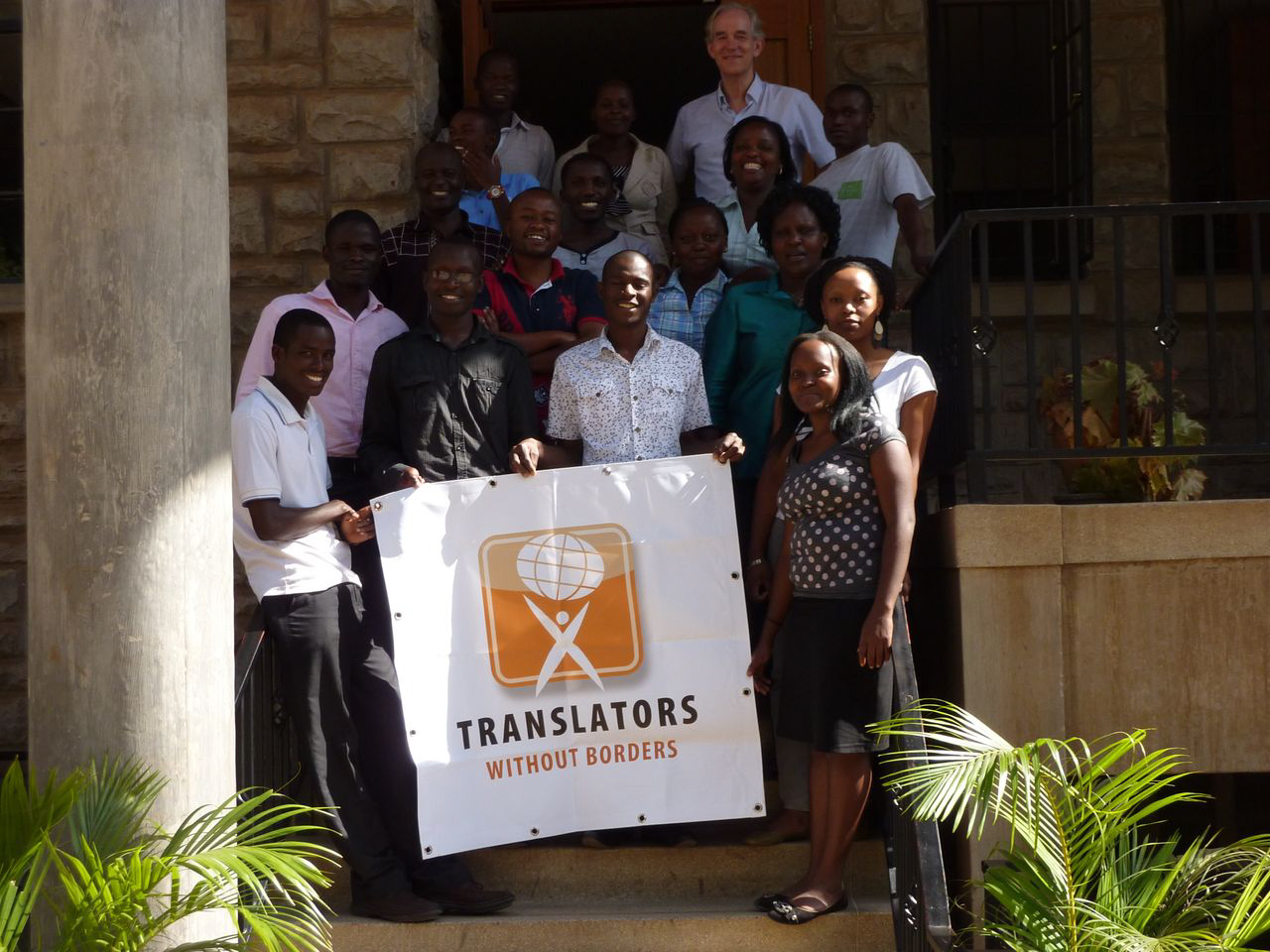
言葉で援助するボランティアのしなやかなネットワーク Spider Network

危機対応の人道支援をする翻訳ネットワーク「言葉の援助」 (Words of Relief=WoR) は、危機に直面した人々を援助する人と被災者が同じ言語を話さない場合の意思疎通の改善を目指す。言葉の援助は言葉のバリアをなくして危機の最中とその後の救援活動を円滑にするため、次のことを行う。
- 危機や被災時の重要なメッセージを影響を受ける人の言語に翻訳し、危機が発生する前に公に広める。
- 国外離散居住者で、世界の言語から地域語に翻訳でき、要請に即応する訓練を受けた翻訳者のしなやかなネットワークを構築する。
- クラウドベースのオンライン（およびモバイル）アプリケーションを作成し、翻訳チームと、緊急の支援を必要とする援助の現場担当者およびデータアグリゲーターを結びつけます。 (呼び名は「WoRDE - Words of Relief Digital Exchange」)[19]

言葉の援助は2014年1月から2015年5月にわたり、ケニアのナイロビでスワヒリ語とソマリ語に特定して試行された。危機救済コンテンツの翻訳原文は Infoasaid Message Library を含むさまざまな情報源から得て、約47万5,000語を翻訳した。
言葉の援助のパターンは、西アフリカのエボラ感染爆発とネパール地震を含む世界中の複数の緊急事態に対応するため展開した。現在、アラビア語、ペルシャ語、ギリシャ語、クルド語とウルドゥ語それぞれの要請即応チーム Rapid Response Team はヨーロッパに流入する難民の入域ルート沿いで活動する支援団体から翻訳を引き受けている。職業翻訳者のボランティアグループは、国境なき翻訳者団と提携する非営利活動組織と組み、翻訳の対象は難民受け入れセンターやフェリーのストライキの情報、受け入れセンター内の案内看板や掲示、保健情報などである。
言葉の援助の活動は、クラウドベースのオンライン（およびモバイル）アプリケーション上で行う。 (呼び名は「WoRDE - Words of Relief Digital Exchange」)。2014年に導入されたこのプラットフォームは、翻訳者の即応チームを援助の現場担当者を結び、突発的な危機に直面したとき翻訳を提供する。
言葉の援助は Elrha (Enhancing Learning and Research for Humanitarian Assistance) が管理する人道技術革新基金（HIF）プログラムの助成金を活用している。またインターフェース「WoRDE - Words of Relief Digital Exchange」は マイクロソフトの「意義のある技術」Technology for Good プロジェクトから支援を受けている。

### 理解できる言語で情報発信
同じポスターの英語版とスワヒリ語版の理解度を比較した「影響調査」が行われた。エボラ出血熱に関する簡単な質問をしたところ、ポスターを見せる前に正しく答えた回答者はわずか8％、簡単な情報を英語版ポスターで与えると同じく16％に上昇、その同じ情報をスワヒリ語で示すと同じく92％である。スワヒリ語版が理解度と影響度ともに、英語版を非常に大きく上回るという明らかな違いが見られた。

### 健康電話
インドの母子保健と教育支援については、携帯電話を利用する提携プロジェクト「健康電話」HealthPhoneに参加している。Nand Wadhwani (The Mother and Child Health and Education Trust主催) が創設したこの企画はインドのおよそ10地方語の話者およびスペイン語話者を想定、健康情報の動画をあらかじめインストールした携帯電話を配布する事業である。母乳による育児、栄養失調や出生後の母体と新生児の健康など、さまざまな健康問題を網羅する。ここでは動画の字幕を翻訳する必要があり、国境なき翻訳者団が担当した。
翻訳元の動画が何語でもインドの10地方語とスワヒリ語、スペイン語の字幕が付くと、インド全国 (とアフリカ) の人々は健康情報を学ぶ媒体として用いることができた。

### わかりやすい医療用語
2014年に「わかりやすい医療用語」(Simple Words for Health = SWFH) とその情報源が公表される。SWFH は基本的な医学用語1万2千語を取り出し、医師や医療翻訳者により40言語に翻訳された。

### ケニアに研修センター開設
2012年4月、初の健康翻訳センターをケニアのナイロビに開設する。センターで行う新人翻訳者研修では保健情報に特化して英語からスワヒリ語への翻訳を主軸に、他の42部族語への翻訳を指導する。センターの設立後、250人超が研修を受けた。
健康翻訳センターの目的は地元のケニア人を対象に研修の集中講座を行い、職業翻訳者を育てることで、究極の使命は医療情報がスワヒリ語で入手するプロセスを支援することにある。受講者の人選は、医療関係の経歴と使用言語に基づいた。

## 運営
国境のない翻訳者団の運営は、理事会が管理する。日常業務を管理する職員は、報告担当者として理事および職員の上級管理職との連絡に当たる。

## 参考資料
出版順
- Tran, Mark (2012年4月11日). “Translators fight the fatal effects of the language gap (言語ギャップの致命的な影響と闘う翻訳者)”. ガーディアン 2012年5月10日閲覧。
- “Google, Translators without Borders and Microsoft win TAUS Excellence Awards (TAUS Excellence Awards受賞はグーグル、国境なき翻訳者団とマイクロソフト)”. TAUS (2012年6月1日). 2019年3月27日閲覧。
- Le Guen, Marie-Laure (2012年8月30日). “Languages: Translating Health Content Without Borders (言語：国境のない健康コンテンツを翻訳する)”. Rising Voices. 2019年3月27日閲覧。
- Rooney, James (2014年3月7日). “Microsoft Grants Three Nonprofits Cash, Software and Services for Technology Innovation (マイクロソフト、3件のNPOに現金・ソフトウェア・技術革新サービスを寄贈)”. The Fire Hose. 2015年6月15日時点のオリジナルよりアーカイブ。2015年8月10日閲覧。
- “Translators without Borders Receives Grant from Microsoft (国境なき翻訳者団、マイクロソフトの助成金を受給)”. Common Sense Advisory. 2014年7月26日時点のオリジナルよりアーカイブ。2015年8月10日閲覧。
- Mollenhauer, Courtney (2014年5月25日). “Breaking Down Linguistic Barriers with Words of Relief (言葉の援助、言葉のバリアを打ち砕く)”. Innovate Development. 2016年3月4日時点のオリジナルよりアーカイブ。2019年3月26日閲覧。
- Montevirgen, Karl (2016年4月15日). “Content and Crisis: Translators Without Borders (コンテンツと危機：国境なき翻訳者団)”. The Content Wrangler. 2016年4月20日時点のオリジナルよりアーカイブ。2016年5月17日閲覧。
- O'Brien, Sharon (2016). “4. Training Translators for Crisis Communication: The Translators Without Borders Example. (危機対応の情報発信に向けた翻訳者の訓練：国境のない翻訳者団に見る)”. Mediating emergencies and conflicts : frontline translating and interpreting (緊急事態と紛争の仲介：現場の翻訳と通訳). Palgrave studies in translating and interpreting. Federici, Federico M. (編). Palgrave Macmillan. pp. 85-111. doi:10.1057/978-1-137-55351-5_4. ISBN 978-1-137-55351-5. NCID BB22184928. OCLC 6605168033

## 関連資料
2012年
- Abel, Scott (2012年7月5日). “Leveraging the Web to Overcome Challenges in the Developing World (Webの活用で発展途上国の課題を克服する)”. EContent Magazine. 2012年7月11日時点のオリジナルよりアーカイブ。2015年8月10日閲覧。

2013年
- Cohen, Noam (2013年9月29日). “Editing Wikipedia Pages for Med School Credit (ウィキペディアの編集で医学部の単位取得)”. The New York Times 2015年8月10日閲覧。[リンク切れ]
- Beck, Julie (October 1, 2013). “Should I be getting health information from Wikipedia? (ウィキペディアから健康情報を入手するべきか？)”. The Atlantic.  オリジナルの2013-10-01時点におけるアーカイブ。 2015年8月10日閲覧。.

2014年
- Mollenhauer, Courtney (2014年5月25日). “Breaking Down Linguistic Barriers with Words of Relief (言葉の援助で言葉の壁を打ち破る)”. 2018年12月27日時点のオリジナルよりアーカイブ。2015年8月10日閲覧。

2015年
- “Making Translation a Priority for Humanitarian Response (翻訳を人道支援の優先事項にする)”. The Indigo Trust (2015年5月7日). 2015年5月8日時点のオリジナルよりアーカイブ。2015年8月10日閲覧。
- “Translators without Borders (国境なき翻訳者団)”. Humanitarian Innovation Fund Blog (2015年11月23日). 2016年3月4日時点のオリジナルよりアーカイブ。2015年8月10日閲覧。
- Levin, Mike (July 1, 2015). “Quest to Spread Dignity, Born in Calcutta (コルカタ発、尊厳を広める探求)”. The Global Calcuttan 2015年8月10日閲覧。.
- “Translators without Borders Take on Ebola (エボラに取り組む国境なき翻訳者団)”. The BBC World Service Radio. 2015年8月10日閲覧。[リンク切れ]

2016年
- Raymond, Paul (2016年3月16日). “Lesbos: Online Volunteers Bridge Language Gap (レスボス島：オンラインボランティアが言語のギャップを橋渡し)”. News Deeply. 2016年8月5日時点のオリジナルよりアーカイブ。2016年5月20日閲覧。
- Drew, Katie (2016年4月19日). “Making sure refugees aren't lost in translation - with one simple app (難民が翻訳で取りこぼされないに - 簡単なアプリ1つで実現)”. UNHCR Innovation. 2016年5月20日閲覧。 かつてGoogle Play で購読できた Mercy Corp 後援の翻訳カード形式アプリ。